# Hensenanthula rotunda
Espèce
Hensenanthula rotunda est une espèce de cnidaires de la famille des Botrucnidiferidae.

## Systématique
Le nom valide complet (avec auteur) de ce taxon est Hensenanthula rotunda Leloup, 1964.